# Triamterene
Triamterene (tên thương mại Dyrenium trong số những người khác) là một loại thuốc lợi tiểu giữ kali thường được sử dụng kết hợp với thuốc lợi tiểu thiazide để điều trị huyết áp cao hoặc sưng. Sự kết hợp với hydrochlorothiazide, được gọi là hydrochlorothiazide/triamterene.

## Tác dụng phụ
Các tác dụng phụ thường gặp có thể bao gồm cạn kiệt natri, axit folic và calci, buồn nôn, nôn, tiêu chảy, nhức đầu, chóng mặt, mệt mỏi và khô miệng. Tác dụng phụ nghiêm trọng có thể bao gồm tim đập nhanh, ngứa ran/tê, sốt, ớn lạnh, đau họng, phát ban và đau lưng. Triamterene cũng có thể gây sỏi thận thông qua quá trình kết tinh trực tiếp hoặc bằng cách gieo hạt calci oxalate. Triamterene tốt nhất nên tránh ở những bệnh nhân mắc bệnh thận mãn tính do khả năng tăng kali máu. Những người sử dụng thuốc này nên sử dụng muối thay thế một cách thận trọng.
Triamterene có thể truyền màu huỳnh quang màu xanh vào nước tiểu.

## Thận trọng với một số tình trạng bệnh
Bệnh tiểu đường: Sử dụng thận trọng ở những người bị tiền tiểu đường hoặc đái tháo đường vì có thể có sự thay đổi trong kiểm soát glucose.
Suy gan: Sử dụng thận trọng ở những người bị rối loạn chức năng gan nặng; trong xơ gan, tránh mất cân bằng điện giải và axit/base có thể dẫn đến bệnh não gan.
Suy thận: kết hợp liệu pháp triamterene và indomethacin gây ra suy thận cấp tính hồi phục ở một số người.
Sỏi thận: Sử dụng thận trọng ở những người bị sỏi thận.
Nên tránh sử dụng nếu độ thanh thải creatinin dưới 10 ml/phút.

## Cơ chế hoạt động
Triamterene trực tiếp chặn kênh natri biểu mô  (ENaC) ở phía bên của ống góp thận. :127 Các thuốc lợi tiểu khác làm giảm nồng độ natri của nước tiểu hình thành do sự xâm nhập của natri vào tế bào thông qua ENaC và sự thoát ra đồng thời của kali từ tế bào chính vào nước tiểu hình thành. Chặn ENaC ngăn chặn điều này xảy ra. Amiloride hoạt động theo cùng một cách. Thuốc chẹn kênh natri ức chế trực tiếp sự xâm nhập của natri vào các kênh natri.

## Với hydrochlorothiazide
Triamterene thường được điều chế kết hợp với hydrochlorothiazide để điều trị tăng huyết áp (huyết áp cao) và phù (giữ nước). Sự kết hợp này nằm trong một nhóm thuốc gọi là thuốc lợi tiểu hoặc 'thuốc nước' và khiến thận loại bỏ nước và natri không cần thiết của cơ thể qua nước tiểu.

## Lịch sử
Hệ thống vòng triamterene được tìm thấy trong nhiều hợp chất tự nhiên, như axit folic và riboflavin. Quan sát rằng hợp chất xanthopterin tự nhiên có ảnh hưởng đến thận đã khiến các nhà khoa học tại Phòng thí nghiệm Smith Kline and French ở Philadelphia bắt đầu chiến dịch hóa dược để khám phá các loại thuốc tiềm năng, như một phần của chương trình khám phá thuốc lợi tiểu tiết kiệm kali. :125 Các nghiên cứu lâm sàng đầu tiên được công bố vào năm 1961 và các thử nghiệm đầu tiên kết hợp nó với hydrochlorothiazide đã được công bố vào năm sau. :126 
Smith Kline & French đã giới thiệu nó như một đại lý duy nhất dưới thương hiệu Dyrenium vào năm 1964. :83 Thuốc kết hợp với hydrochlorothiazidem, Dyazide, lần đầu tiên được chấp thuận ở Mỹ vào năm 1965 và thuốc generic đầu tiên, do Công ty dược phẩm Bolar mang đến, đã được phê duyệt vào năm 1987. Năm 1986, Dyazide là loại thuốc được kê đơn nhiều nhất ở Mỹ và có doanh thu $ 325 triệu, khiến nó trở thành nhà bán hàng lớn thứ hai của SmithKline Beckman sau Tagamet.
Các bằng sáng chế đã hết hạn trên Dyazide vào năm 1980, nhưng các biến chứng đã nảy sinh với việc giới thiệu thuốc generic, vì công thức của Dyazide dẫn đến các lô biến đổi khiến các nhà sản xuất chung không thể cho thấy các phiên bản của chúng là tương đương sinh học.
Bolar Pharmaceutical đang là người đầu tiên mang thuốc generic, nhưng ứng dụng của nó đã bị trì hoãn bởi những lo ngại này về việc liệu công thức của nó có cung cấp cùng một lượng của mỗi loại thuốc hay không; những điều này rất phức tạp bởi những cáo buộc rằng Bolar đã thay thế Dyazide một cách gian lận cho phiên bản của chính nó để tiến hành các nghiên cứu được đệ trình lên FDA. Ngay sau khi chung chung của Bolar được chấp thuận, các mối quan tâm khác đã được đặt ra liên quan đến các ứng dụng của Bolar đối với thuốc generic trên thị trường nói chung; những phát hiện này trong số những người khác đã làm dấy lên mối quan tâm rộng rãi giữa các bác sĩ và công chúng về việc liệu thuốc generic có thực sự giống như thuốc có nhãn hiệu hay không. Bolar cuối cùng đã thu hồi hình thức chung của Dyazide và rút sản phẩm vào năm 1990. Năm 1991, Bộ Tư pháp Hoa Kỳ thay mặt FDA đệ trình 20 cáo buộc hình sự đối với Bolar vì tội lừa đảo, và đầu năm sau, Bolar đã nhận tội và đồng ý nộp phạt 10 triệu đô la. Mối lo ngại của công chúng về sự an toàn của thuốc generic đã bị làm trầm trọng thêm bởi một cuộc điều tra của Quốc hội về hối lộ tại FDA bởi các công ty thuốc generic phát hiện ra tham nhũng tràn lan; cuộc điều tra đã được thúc đẩy bởi công ty thuốc generic Mylan, công ty đã thuê các nhà điều tra tư nhân dựa trên niềm tin rằng các đối thủ cạnh tranh đang nhận được những lợi thế không công bằng trong việc phê duyệt thuốc generic của họ.
Mylan tự phát triển một phiên bản của thuốc kết hợp triamterene/hydrochlorothiazide sau khi bằng sáng chế Dyazide hết hạn và sử dụng một công thức khác nhau, ổn định hơn  cũng như liều lượng khác nhau của mỗi hoạt chất (50   mg hydrochlorothiazide và 75 mg triamterene, so với 25 của Dyazide   mg hydrochlorothiazide và 50 mg triamterene) vì vậy nó phải được phê duyệt như một loại thuốc mới, trái ngược với thuốc generic; sản phẩm của họ được gọi là Maxzide và được chấp thuận vào năm 1984. Liều cao hơn cho phép một lần mỗi ngày, mà Mylan và đối tác tiếp thị của nó, Lederle, tin rằng sẽ giúp nó cạnh tranh với Dyazide, công ty có doanh thu 210 triệu đô la vào năm 1983.
Bằng sáng chế của Mylan về thuốc đã bị tuyên bố vô hiệu tại tòa án, và độc quyền tiếp thị của nó đã hết hạn vào năm 1987, khiến hai bên trong số họ, American Therapeutics Inc. và Vitarine Enterprises, cùng với FDA tuyên bố. Vitarine, cùng với Par Dược, là hai trong số các công ty mà Mylan nhắm đến trong cuộc điều tra về tham nhũng và hóa ra Par và Vitarine từng sử dụng Maxzide của Mylan để có được dữ liệu tương đương sinh học của mình, khiến cả hai công ty rút đối thủ cạnh tranh chung với Mylan sản phẩm. Generics cuối cùng đã tham gia vào thị trường.

## Nghiên cứu
Mặc dù thiếu các thử nghiệm ngẫu nhiên có kiểm soát đánh giá việc sử dụng triamterene trong điều trị bệnh Ménière, nhưng điều trị điển hình là 37,5   mg triamterene với 25   mg hydrochlorothiazide 1 Viên2 viên mỗi ngày. Khuyến nghị này đã được đưa ra một mức độ Sức mạnh phân loại khuyến nghị (SORT) của C. 